# Mac galben de munte
Macul galben de munte (Papaver alpinum) este o plantă erbacee perenă ce face parte din genul Papaver al familiei Papaveraceae.

## Descriere

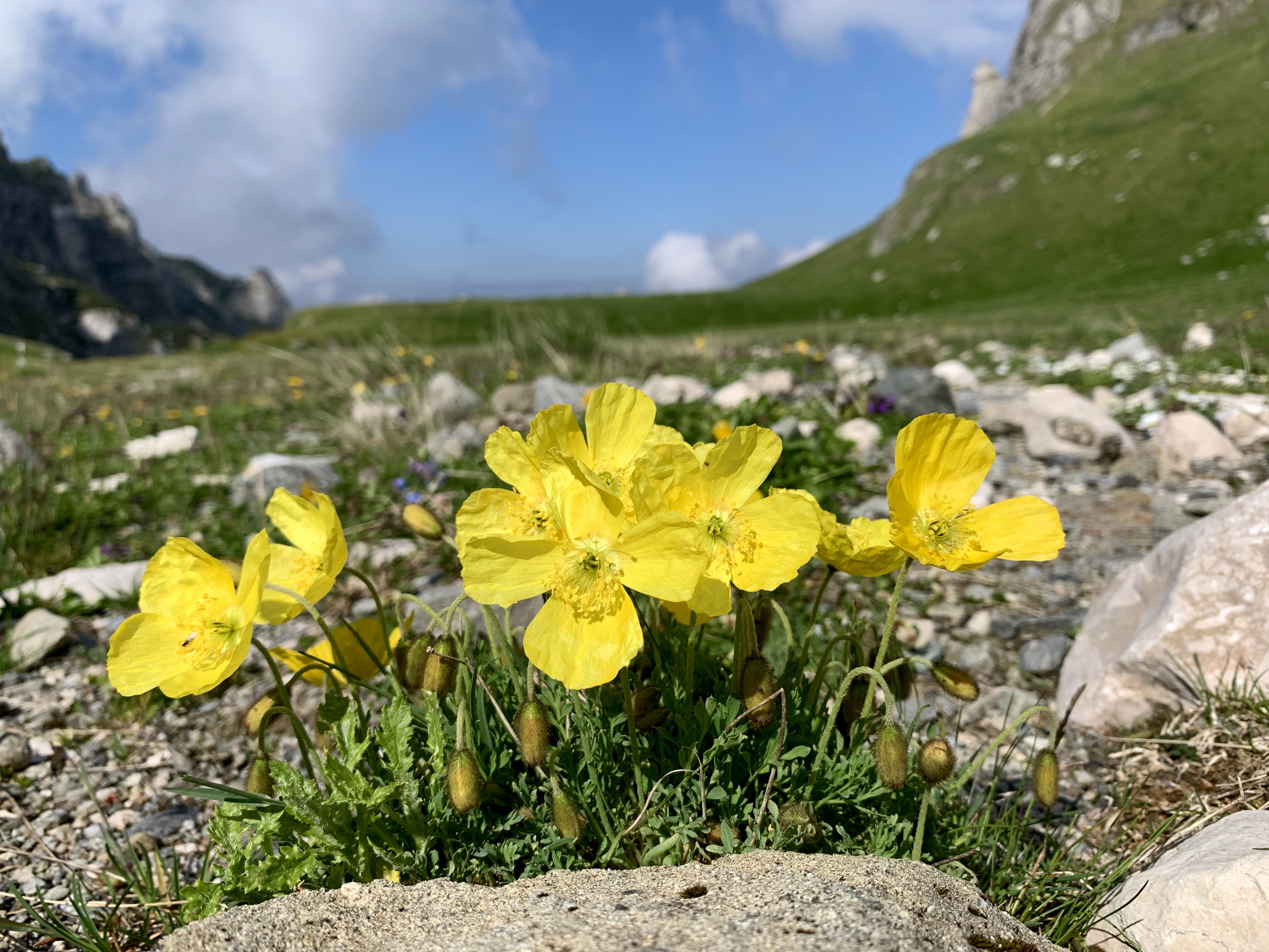

Macul galben de munte are numeroase tulpini înalte de 6-15 cm, păroase, lipsite de frunze, la vârf cu câte o floare cu patru petale late galbene și un caliciu cu peri întunecați. Frunzele, așezate numai la baza tulpinii, sunt adânc spintecate în diviziuni de aproximativ 5 mm lățime. Înflorește în iunie-august. 

## Răspândire
În România, crește prin grohotișuri și pietrișuri calcaroase din Munții Rodnei, Bucegi, Piatra Craiului, Munții Godeanu.